# Bulbophyllum tseanum
Bulbophyllum tseanum là một loài phong lan thuộc chi Bulbophyllum.